# Paraphlegopteryx ulmeri
Paraphlegopteryx ulmeri är en nattsländeart som beskrevs av Weaver, Iii 1999. Paraphlegopteryx ulmeri ingår i släktet Paraphlegopteryx och familjen kantrörsnattsländor. Inga underarter finns listade i Catalogue of Life.